# Sphaeroderma varicolor
Sphaeroderma varicolor es una especie de insecto coleóptero de la familia Chrysomelidae.
Fue descrita científicamente en 1979 por Takizawa.